# زاغر
زاغَر، روستایی از توابع بخش مرکزی شهرستان تفرش در استان مرکزی ایران است.
روستای زاغر در شمال غرب شهر تفرش در جاده دانشگاه آزاد، بالاتر از روستای معین‌آباد قرار دارد.

## جمعیت
این روستا در دهستان بازرجان قرار دارد و براساس سرشماری مرکز آمار ایران در سال ۱۳۸۵، جمعیت آن ۴۵ نفر (۲۳خانوار) بوده‌است.

## جغرافیا
زاغر در ۶ کیلومتری جنوب تفرش قرار دارد و بواسطه قرار گرفتن در دامنه کوه آب‌وهوایی مطبوع و منظره‌ای از تمام شهر تفرش را در پیش چشم قرار می‌دهد.
بافت قدیمی روستا بر اثر مهاجرت وعدم توجه صاحبان آن در حال ویرانی است و بناهای جدیدی هم در حال احداث می‌باشد.
جمعیت روستا در تعطیلات با مراجعه زاغری‌ها به زادگاه خود به طرز چشمگیری افزایش پیدا می‌کند. اقتصاد روستا بر پایه کشاورزی و محصولات باغی و بادام می‌باشد.

## باستان‌شناسی
روستای زاغر علاوه بر دارا بودن سنگ‌نگاره‌های تاریخی دارای آسیاب‌های قدیمی نیز هست که در گذر زمان تقریباً از بین رفته‌اند. همچنین براساس اطلاعات قدیمی‌های این روستا، شهر زیرزمینی النگه در این منطقه قرار دارد. هر چند که این شهر زیرزمینی در بین مردم این روستا و برخی از شهرنشینان دارای شهرت است اما هنوز کاوش‌های باستان‌شناسی برای کسب اطلاعات بیشتر از این شهر زیرزمینی انجام نشده‌است. بنابر اطلاعات ساکنان، شهر زیرزمینی النگه، قسمت‌هایی از روستاهای معین‌آباد، روستای زاغر و دینجرد را شامل می‌شود.
محدوده زاغر یک دشت پهن و صاف است که در آن سنگ‌های گردی وجود دارد که هنرمندان در طول هزاره‌ها بر آن نقش آفریدند.
سنگ‌نگاره‌های دشت زاغر تفرش نقش‌هایی باستانی از جانوران، به‌ویژه بز کوهی هستند و با شماره ۳۰۸۸۰ در سال ۹۱ به ثبت ملی رسیده‌است. این سنگ‌نگاره‌ها در پلاک موسوم به «بُن درختان» واقع شده‌است.
منطقه این سنگ‌نگاره‌ها حدود چند هزار متر مربع مساحت دارد و در این مساحت سنگ‌ها پراکنده‌اند. برخی از این سنگ‌ها غول‌پیکر هستند و اطراف آن پر از نقش است که در دوره‌های مختلف شکل گرفته‌اند. قدمت سنگ نگاره‌ها حداقل از هزاره پنجم پیش از میلاد است و در مجموع قدمت آثار هنری این منطقه هفت هزار ساله است. ایجاد کارخانه پوشاک در این محدوده باعث آسیب به این سنگ‌نگاره‌ها شده‌است.